# Прапор Стрілок (Самбірський район)
Прапор Стрілок — офіційний символ села Стрілки, Самбірського району Львівської області, затверджений 23 березня 1999 року рішенням сесії Стрілківської сільської ради.
Автор — А. Гречило.

## Опис
Квадратне жовте полотнище, з нижнього від древка кута по діагоналі йде синя хвиляста смуга (завширшки в 2/7 сторони прапора), у верхньому полі дві перехрещені чорні стріли, у нижньому — червона голова лисиці.

## Зміст
Дві чорні стріли уособлюють назву поселення. Синя смуга вказує на розташування Стрілок над річкою Дністер. Голова лисиці свідчить, що на території села на річці був Лисичий брід, про який згадується в давнину.